# Mariusz Łoś
Mariusz Łoś (20 de mayo de 1982) es un deportista polaco que compitió en lucha grecorromana. Ganó una medalla de plata en el Campeonato Europeo de Lucha de 2009, en la categoría de 55 kg.

## Palmarés internacional
| Campeonato Europeo | Campeonato Europeo | Campeonato Europeo | Campeonato Europeo |
| Año                | Lugar              | Medalla            | Categoría          |
| ------------------ | ------------------ | ------------------ | ------------------ |
| 2009               | Vilna (Lituania)   | Medalla de plata   | 55 kg              |